# Monasterczany
Monasterczany (ukr. Монастирчани, Monastyrczany, także Manasterczany) – wieś na Ukrainie, w obwodzie iwanofrankiwskim, w rejonie bohorodczańskim.
Wieś królewska prawa wołoskiego, położona była w ziemi halickiej województwa ruskiego.